# جایزه جوزف وبر در حوزه ابزاردقیق نجومی
جایزه جوزف وبر در حوزه ابزاردقیق نجومی (انگلیسی: Joseph Weber Award for Astronomical Instrumentation) توسط انجمن نجوم آمریکا به فردی برای طراحی، اختراع یا بهینه‌سازی بااهمیت ابزار دقیق که منجر به پیشرفت در نجوم گردد، اعطاء می‌شود. این نامگذاری برای یادبود دانشمند فیزیک جوزف وبر انتخاب شده‌است.